# The Rover
"The Rover" é uma canção da banda britânica de rock Led Zeppelin. Lançada em 24 de fevereiro de 1975, no sexto álbum de estúdio do grupo, Physical Graffiti.
A canção foi originalmente concebido para ser uma peça acústica, tendo sido escrito em Bron-Yr-Aur em 1970 e, em seguida, gravado em Stargroves durante as sessões de Houses of the Holy em 1972.

## Produção
A canção foi originalmente concebida para ser uma música acústica, tendo sido escrita em Bron-Yr-Aur, em 1970, e, em seguida, gravada em Stargroves durante as sessões de Houses of the Holy em 1972. No entanto, a banda decidiu manter a faixa fora do álbum, e a canção acabou sendo incluída no próximo álbum de estúdio da banda Physical Graffiti. Por esta altura já tinha obtido uma sensação distintamente mais pesada, com vários excessos de dublagem de estúdio tendo sido prevista por Jimmy Page em 1974.

## Formato e lista da trilha
"The Rover" foi originalmente lançada como a segunda faixa no Lado 1 do álbum duplo, Physical Graffiti de 1975.
1975 7" single (Tailândia: Atlantic FT 206)
- A. "The Rover" (Page, Plant) 5:44
- B. "Trampled Under Foot" (Jones, Page, Plant) 5:35

## Crédito
- Robert Plant - vocais
- Jimmy Page - guitarra
- John Paul Jones - baixo
- John Bonham - bateria

## Ligações Externas
- «Página oficial do Led Zeppelin» (em inglês)